# Martin Koch
Martin Koch, avstrijski smučarski skakalec, * 22. januar 1982, Beljak, Avstrija.
Na tekmi svetovnega pokala je prvič nastopil v sezoni 1998/99 v Predazzu, prve točke pa je osvojil v isti sezoni v Zakopanih. V sezoni 2001/02 je osvojil 2. mesto na tekmi v Engelbergu in 3. mesto v Saporu. Sezono je končal na 8. mestu v skupnem seštevku svetovnega pokala.
Nato je zaradi slabše forme nekaj časa nastopal v kontinentalnem pokalu, nato pa se je zopet vrnil v avstrijski ekipo in kasneje nastopil tudi na olimpijskih igrah v Torinu leta 2006, kjer je na ekipni tekmi osvojil zlato medaljo. Osvojil je 4. mesto na svetovnem prvenstvu v poletih na Kulmu. Na zaključku sezone 2005/06 je na poletih v Planici osvojil 2. in 3. mesto. Skupno je bil 15. (383 točk).
V sezoni 2006/07 je osvojil tri stopničke, bil je tretji v Oslu ter dvakrat na Planiški letalnici. Leta 2008 je osvojil srebrno medaljo na svetovnem prvenstvu v poletih v Oberstdorfu, bil pa je v igri tudi za zlato, vendar ga je prehitel njegov rojak Gregor Schlierenzauer.
Njegov stric je Heinz Koch, v sezoni 1999/00 je bil glavni trener slovenske reprezentance.

### Točke za svetovni pokal
| Sezona  | Mesto | Točke |
| ------- | ----- | ----- |
| 1998/99 | 99    | 2     |
| 1999/00 | 49    | 37    |
| 2000/01 | 36    | 109   |
| 2001/02 | 8     | 561   |
| 2002/03 | 34    | 151   |
| 2003/04 | 0     | 0     |
| 2004/05 | 48    | 60    |
| 2005/06 | 15    | 383   |
| 2006/07 | 12    | 521   |
| 2007/08 | 13    | 569   |
| 2008/09 | 9     | 601   |

V svoji karieri, ki še ni končana in v kateri je nastopal 11 sezon, je zbral 2994 točk.